# Jelena Soja
Jelena Igoriewna Soja (ros. Елена Игоревна Соя; ur. 9 listopada 1981 w Moskwie) – rosyjska pływaczka synchroniczna, mistrzyni olimpijska z Sydney, mistrzyni Europy.
W 2000 wzięła udział w letnich igrzyskach olimpijskich w Sydney, w ramach których wystąpiła jedynie w rywalizacji drużyn. W tej konkurencji Rosjance udało się wywalczyć złoty medal dzięki rezultatowi 99,146 pkt. W latach 1999–2000 na mistrzostwach Europy (Stambuł, Helsinki) wywalczyła dwa złote medale.